# Kozmuth Artúr
Kozmuth Artúr (Temesvár, 1892. március 27. – Temesvár, 1941. november 30.) magyar költő, író, sportriporter.

## Életútja
Tanulmányait szülővárosában végezte, majd az Első Erdélyi Biztosító Társaság temesvári fiókjának cégjegyzője. Egy ideig a Sporthírlapírók Szervezetének elnöke.
Versei, novellái 1908-tól a Temesvári Újság és a Délmagyarországi Közlöny, majd a két világháború között a Temesvári Hírlap, Új Élet, Május, Pásztortűz és a Pesti Hírlap hasábjain jelentek meg. Uhlyárik Bélával a Színházi Újság című hetilapot (1915-17), Vuchetich Endrével a Sportélet című lapot és a Jövendőt (1918-19) szerkesztette. Megjelentette a Sport és Kritika című lapot (1925-29).
Uhlyárik Bélával és Győri Emil zeneszerzővel írt Kölcsönkért feleség című operettjét 1920-ban vitte színre a temesvári Modern Nyári Színház Bálint Béla rendezésében. Gooól! című sportregényét 1929-ben folytatásokban közölte, majd kötetben is megjelentette a Temesvári Hírlap.